# Берке
Берке (также Бэрхэ, Берка или Беркай; 1209—1266) — пятый хан Улуса Джучи (1257—1266), сын Джучи, внук Чингис-хана.
Первым из монгольских правителей принял ислам. Воевал против своего родича — чингизида Хулагу, ильхана Ирана, вступив в союз против него с египетскими мамлюками. Продолжал политику своего брата Бату-хана по сохранению целостности и укреплению самостоятельности улуса, который к концу правления Берке стал фактически независимым от великого хана государством. Укрепил иго Золотой Орды над русскими княжествами.

## Ранние годы. Захват власти
Берке был третьим сыном хана Джучи. Существуют противоречия о его ранней жизни и точной дате рождения. Его матерью считают Хан Султан, взятую в плен монголами хорезмийскую царевну, ставшую женой Джучи и матерью его трёх детей. Этими детьми считают Берке, Беркечара и Бури (Мухаммеда). Советские историки считали по восточным трудам 1221 год рождения. В 1229 году он, как и другие чингизиды, участвовал в курултае, провозгласившем великим ханом Йекэ Монгол Улус Угэдэя. Берке командовал одним из подразделений монгольской армии, выступившей в 1236 году под предводительством Бату в западный поход. Он удачно действовал против кыпчаков, захватив в плен военачальников Арджумака, Куранбаса и Капарана.
После вторжения в Восточную Европу Бату-хан возвратился на нижнюю Волгу (1242 год), которая стала центром разросшегося Улуса Джучи. Берке получил во владение одну из его частей, охватывавшую северокавказские степи. Он пользовался выгодами от торговых путей, проходивших из Ирана и Малой Азии через Дербент. В 1254 году Бату, забрав эти владения себе, приказал Берке передвинуться к востоку от Волги.
Видимо, к 1240-м годам относится обращение хана Берке в ислам. Уже на всемонгольском курултае 1251 года в знак уважения к присутствующему Берке животных для пира резали по мусульманскому обычаю. Гийом де Рубрук, посетивший ставку Берке в 1253 году, сообщает, что там было запрещено есть свинину. Рубрук, правда, сомневался в искренности Берке, говоря, что он «выдаёт себя за Сарацина». Усман Джузджани, обычно, впрочем, преувеличивающий успехи ислама среди монгольских правителей, сообщает, что Берке с юных лет обучался Корану под руководством одного имама в Ходженте, а ислам ханафитского толка принял от суфийского шейха Сайф ад-Дина Бохарзи, жившего в Бухаре.
Берке вместе с другими братьями представлял Бату (уклонившегося от участия) на курултае 1246 года, когда великим ханом был провозглашён Гуюк. В 1251 году Бату-хан направил Берке и Сартака с тремя туменами войска в Монголию для поддержки толуида Мункэ, которого Бату предложил выдвинуть в великие ханы. 1 июля того же года джучидские войска, не позволив выступить несогласным из улусов Чагатая и Угэдэя, возвели Мункэ на престол. После этого между домами Джучи и Толуя, как пишет Рашид ад-Дин, «был проторен путь единения и дружбы». Судебный процесс, завершившийся массовыми казнями бывших до этого у власти чагатаидов и угэдэидов (1252 год), курировал также Берке. Алгу, внук Чагатая, позднее воевал с Улусом Джучи, чтобы отомстить Берке за то, что «Мангу-хан, подученный им, истребил весь его род».
Берке стал правителем Золотой Орды в 1257 году, после того как один за другим умерли Сартак и Улагчи, сын и внук Бату. Сартак, возвращаясь от Мункэ, утвердившего его правителем улуса, на приглашение посетить ставку Берке якобы ответил: «Ты мусульманин, я же держусь веры христианской; видеть лицо мусульманское для меня несчастие».
Спустя некоторое время Сартак скончался; по сведениям Киракоса Гандзакеци, он был отравлен Берке и его братом Беркечаром. Боракчин-хатун, вдова Бату, ставшая регентшей при малолетнем Улагчи, после его смерти хотела посадить на престол Туда-Мункэ, внука Бату. Поскольку Боракчин не нашла поддержки в своём улусе, она решила обратиться за помощью к Хулагу. Однако замысел был раскрыт, она была схвачена при попытке к бегству в Иран и казнена.

## Внутренняя политика

### Управление
Взойдя на престол, Берке, по словам Абулгази, «утвердил за всеми старшими и младшими братьями те уделы, которые были даны им Бату». С другой стороны, у булгар и мордвы было введено центральное управление взамен местных администраций. Однако, Башкирия сохранила автономию во главе с местной династией правителей: Иоганка Венгр пишет о «государе всей Баскардии, зараженном сарацинским заблуждением». В те же годы в других подвластных монголам странах, по приказу великого хана Мункэ, была организована перепись населения для более эффективного рекрутирования воинов и сбора налогов, так же это коснулось и Руси. В китайской хронике Юань-ши под 1257 годом сообщается, что Мункэ «Китата, сына ханского зятя Ринциня, назначил в должность даругация в Русь».
В 1257 году имперские чиновники появились во Владимиро-Суздальском, Рязанском и Муромском княжествах. Здесь была проведена перепись и организованы военные округа по стандартам монгольской десятеричной системы (тумэны, тысячи, сотни, десятки). От налогов были освобождены лишь представители духовенства. «Toe же зимы приехаши численици, исщетоша всю землю Суждальскую и Рязанскую и Муромскую и ставиша десятники, и сотники, и тысящники и темники и идоша в Ворду, толико не чтоша игуменов, черньцов, попов, клирошан, кто зрит на св. Богородицу и на владыку». Помня о действиях карательной экспедиции 1252 года («Неврюева рать») население княжеств почти не предпринимало попыток к сопротивлению.
Сложнее для монгольских чиновников обстояло дело в Новгородской вечевой республике, не подвергшемся в своё время прямому завоеванию. Новгородцы не позволили провести у себя перепись, несмотря на то, что чиновники явились в город в сопровождении князя Александра Ярославича Невского. Горожане лишь «даша дары цесареви, и отпустиша я с миром». Княживший в Новгороде сын Александра Василий, противник переписи, избегая столкновения с отцом, выехал в Псков. Разгневанный Александр выгнал сына из Пскова и отправил его в Суздальское княжество, а советников Василия подверг жестоким наказаниям.
Однако вторая попытка провести перепись в Новгороде, предпринятая через два года, окончилась успехом. Новгородские летописи повествуют, что перепись была проведена с большими трудностями, которые чуть не привели к военному столкновению. Простые горожане и беднота были настроены сражаться с татарами, но, видимо, боярская верхушка решила согласиться на перепись. В ходе переписи бояре стремились переложить тяготы дани на простой народ, что вызвало возмущение горожан («творяху бо бояре собе легко, а меншимъ зло»). Тем не менее перепись была проведена, и татары, сопровождаемые князем Александром Ярославичем уехали. («и отъехаша оканьнии, вземше число, а князь Олександръ поеха после, посадивъ сына своего Дмитрия на столе»).

#### Юго-Западная Русь. Религиозная политика
В первые годы своего правления Берке должен был уделить особое внимание южнорусским делам. Король Руси Даниил Романович, стремившийся обрести независимость от ордынского правительства, достиг в этом направлении серьёзных успехов. Ещё около 1256 года он изгнал монгольские войска из Северной Подолии, Болоховской земли и Восточной Волыни. Ответные действия военачальника Курумиши, а именно, попытки штурма Владимира-Волынского и Луцка, окончились неудачей. Однако в 1258 году Берке поставил в приднепровском улусе вместо Курумиши темника Бурундая, снабдив того большим количеством войск.
Бурундай решил использовать противоречия между Даниилом и его прежним союзником Миндовгом, великим князем литовским, и в том же году предпринял поход на Литву, потребовав от Даниила присоединиться к нему со своими войсками. Галицкий князь, опасаясь встречи с монголами, отправил вместо себя своего брата Василько. Бурундай выступил от среднего течения Днепра, из района Ворсклы и Псёла, к берегам Немана, на правобережье которого соединился с Василько Романовичем, шедшим из Берестья. Объединённые силы продвинулись на север, разорив центральную литовскую провинцию, где находился город Тракай, и Нельшанскую землю. Была захвачена богатая добыча, но большую её часть русские вынуждены были уступить монголам. В то же время, основные литовские войска избежали решающего боя. Русско-ордынское войско, пройдя через земли ятвягов, повернуло в обратный путь, на юг.
Результатами похода стало нанесение ущерба Литовскому княжеству. Видимо, уже в тот период ордынское правительство видело в возрастающей литовской экспансии угрозу своему влиянию в Юго-Западной Руси. Кроме того, мусульманские купцы, на которых опирался Берке, могли быть заинтересованы в открытии ещё одного торгового пути к Балтийскому морю, в придачу к новгородскому.
В следующем году Бурундай двинулся через Волынь на Польское королевство. В Шумске военачальника встретили Василько Романович и Лев Данилович, сын бежавшего в Венгрию Даниила, а также холмский епископ Иван. Бурундай приказал князьям уничтожить крепостные сооружения Данилова, Стожеска, Львова, Кременца и Луцка, угрожая в случае неповиновения разгромом их владений. Когда приказ был выполнен, ордынский воевода двинулся к Владимиру-Волынскому, чьи укрепления были также срыты. Жители Холма, однако, отказались уничтожить крепостные сооружения без непосредственного приказа Даниила и заперли перед Бурундаем ворота. Решив не осаждать город, монголы опустошили его окрестности, а затем направились в польские земли — к Люблину и Завихосту. Взяв Сандомир, жители которого были перебиты, а также небольшой городок Лысец, войско Бурундая вернулось на Днепр.
В следующие пятнадцать лет после 1259 года в летописях не упоминается о монгольских походах на территорию Юго-Западной Руси. Это связано не только с начавшимися на Кавказе войнами Золотой Орды против Хулагуидов, но и, в большей степени, с полным утверждением монгольской власти в этом регионе. Даниил Романович вынужден был возвратиться на родину как покорный вассал Берке. В военные округа Подолии, Галича и Волыни, организованные, вероятно, Бурундаем, были назначены представители ордынской администрации для наблюдения за сбором налогов и рекрутированием. Западнорусские князья обязаны были получать ярлык при любой перемене на престоле в каждом княжестве.
Мусульманские источники высоко оценивают Берке, однако принятие им ислама было, по-видимому, политическим шагом, не повлёкшим исламизации широких слоёв кочевого населения. Этот шаг позволил правителю получить поддержку влиятельных торговых кругов городских центров Волжской Булгарии и Средней Азии, привлечь на службу образованных мусульман. В системе управления улусом появились некоторые традиционные исламские элементы. Так, египетские источники сообщают о визире Берке по имени Шереф ад-Дин ал-Казвини, хорошо владевшем арабским и тюркским языками.
С другой стороны, ориентация на мусульманское население улуса ставила Берке в конфронтацию с другим активным религиозным элементом — несторианским. В первые годы его правления в Самарканде было казнено много несториан, разрушена их церковь. По мнению Л. Н. Гумилёва, именно со стремлением Берке уменьшить влияние несториан можно связать учреждение в 1261 году митрополитом Кириллом по ходатайству князя Александра Ярославича Невского православной епархии в Сарае. К тому же, улусное правительство могло использовать православное духовенство как посредников в отношениях с восстановленной Византийской империей.

### Города и торговля

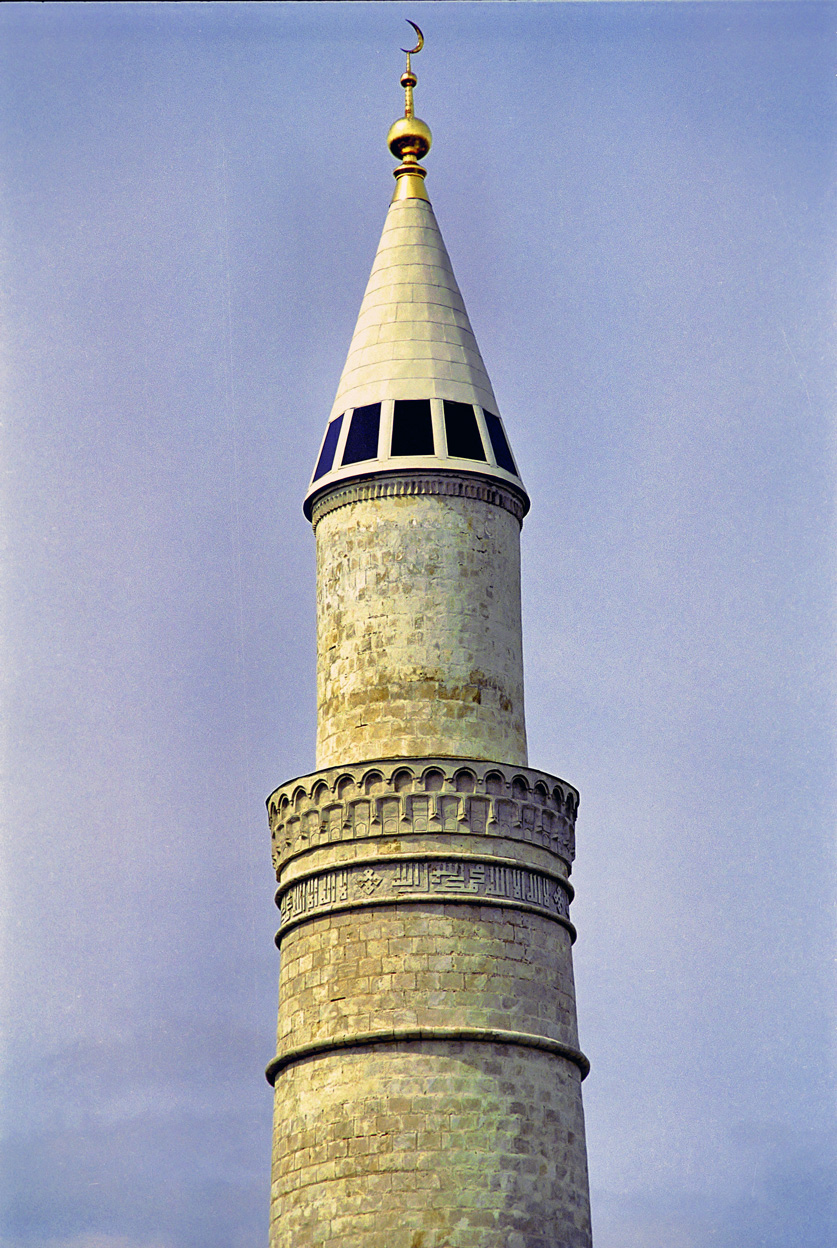
Большой минарет Соборной мечети города Булгар, строительство которой было начато вскоре после 1236 года и завершено в конце XIII века

Политика Берке была направлена на развитие городской жизни, ремёсел и торговли. В его правление значительных масштабов достигло градостроительство, что связано с покровительством главы улуса исламу. Ордынские города застраивались мечетями, минаретами, медресе, караван-сараями. В первую очередь это относится к Сарай-Бату, столице государства, которая в это время стала известна как Сарай-Берке (бытует ошибочное отождествление Сарай-Берке и Сарай ал-Джедид). Локализация города Сарая периода правления хана Берке на месте Селитренного или Царевского городищ вызывает сомнения, так как здесь не были обнаружены слои XIII века. Оправившийся после завоевания Булгар стал одним из важнейших экономических и политических центров улуса. Он был резиденцией Берке, о чём свидетельствуют братья Поло, посетившие его в 1261—1262 годах. В Булгаре находился монетный двор.
Фактором, способствовавшим росту ордынских городов, была интенсивная транзитная торговля. Ещё при Бату мусульманские купцы привлекались на службу в качестве откупщиков налогов. Видимо, нигде в Монгольской империи они не получили таких торговых привилегий и признания, как в Улусе Джучи при Бату и Берке. Большое внимание ордынские правители уделяли поддержке торговых путей из Волжской Булгарии, Руси, Крыма и Нижнего Поволжья в Среднюю Азию, Монголию и Китай, понимая, какую выгоду можно извлечь из взимаемых пошлин. Торговля Азии с Восточной, а через неё — с Западной Европой никогда ранее не достигала таких масштабов, как в эту эпоху.
По мнению М. Г. Крамаровского, исследовавшего памятники золотоордынской культуры в Старом Крыму, именно при Берке город стал одним из главных центров ислама на полуострове: наиболее ранняя из сохранившихся квартальная мечеть была построена в 1263 году.

## Внешняя политика

### Улус Джучи и смута в империи
Обстановка в Монгольской империи в начале 1260-х отличалась большой напряжённостью. В последовавшей после смерти великого хана Мункэ (1259) борьбе за верховную власть между его братьями Хубилаем и Ариг-Бугой Берке поддерживал последнего. В Булгаре чеканились монеты с именем Ариг-Буги, однако практической помощи Берке ему не оказывал.
Одновременно усилился, воспользовавшись смутой, чагатаид Алгу, в 1262 году разбивший войска Ариг-Буги. Он подчинил себе Хорезм, изгнав из всех городов наместников и чиновников Берке. Уничтожение в Бухаре джучидского отряда численностью в 5000 человек также связывается с действиями Алгу. Военные силы Берке были заняты на юге и западе, поэтому он ничего не мог противопоставить Алгу, захватившему и разрушившему важнейший торговый город Отрар.

### Причины конфликта с ильханом Хулагу. Союз с мамлюкским Египтом
На южной границе Улуса Джучи, на Кавказе, конфликт между двоюродными братьями перешёл в 1262 году в вооружённое столкновение: войска Берке начали военные действия против сил Хулагу. Идеологическим обоснованием войны была месть правоверного Берке за казнённого по приказу Хулагу аббасидского халифа аль-Мустасима, однако причины конфликта лежали глубже. Джучиды претендовали на закавказские территории (Арран и Азербайджан), обосновывая свои претензии завещанием Чингисхана. На деле власть в Закавказье до середины 1250-х принадлежала наместникам великого хана — Чормагану, а с 1243 года — Байджу, который противодействовал настойчивым попыткам Бату проводить свою политику в Южном Азербайджане и Малой Азии.

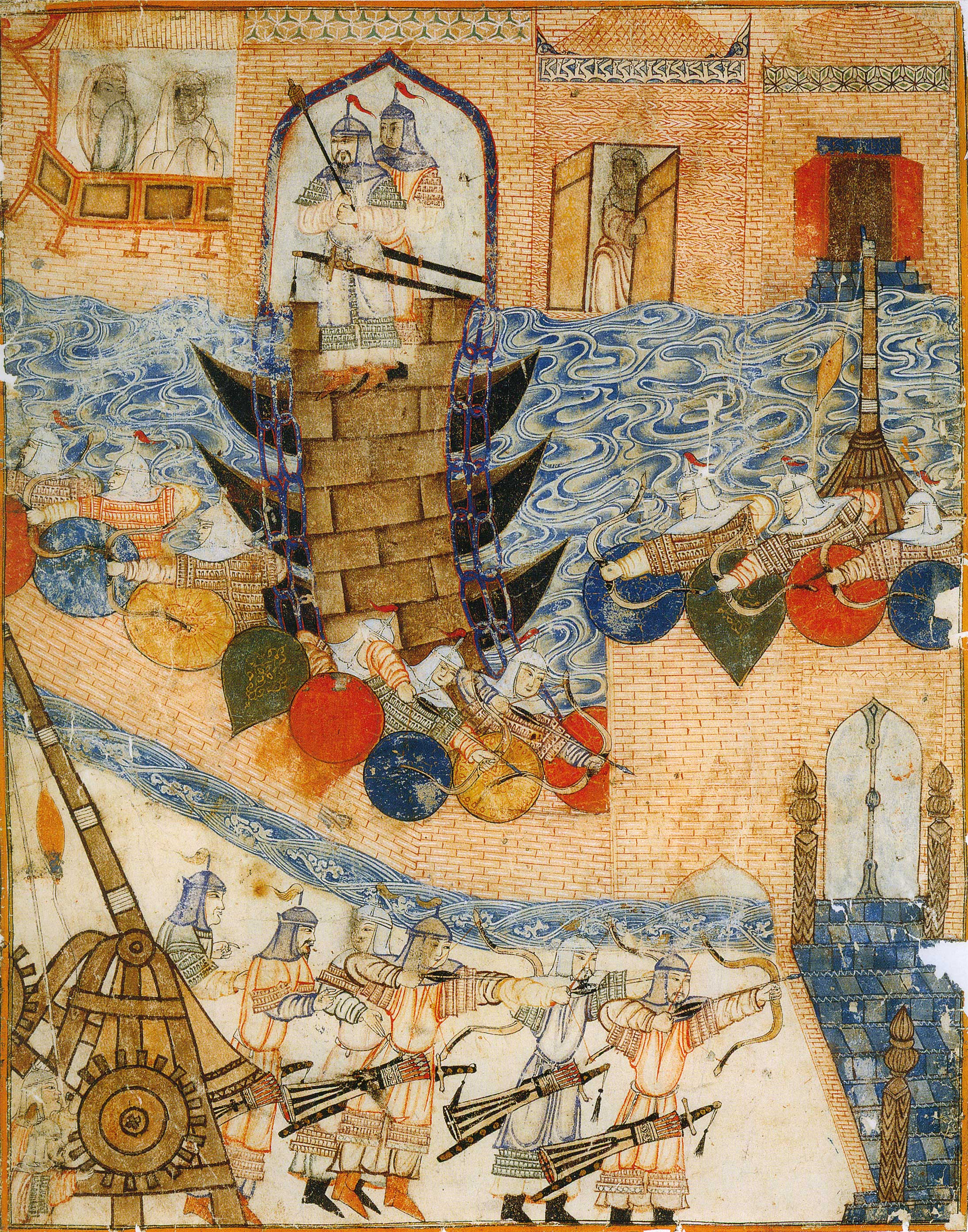
Взятие Багдада армией Хулагу

До поры джучиды были вынуждены мириться с таким положением дел. Но армия под командованием Хулагу, выступившего в 1253 году в иранский поход, перешла Амударью лишь в начале 1256, когда стало известно о смерти Бату. Видимо, правитель Джучиева улуса выразил недовольство тем, что к югу от границ его владений будет действовать ещё одна имперская армия. Тем не менее Бату выполнил приказ Мункэ о наборе для похода по два человека из каждого десятка и отправил к Хулагу около трёх туменов войска под началом Балакана, Тутара и Кули.
Позже золотоордынские войска принимали участие и во взятии Багдада (1258 г.), и правоверный Берке, ставший к тому времени правителем, не выразил явного неудовольствия по этому поводу. Лишь после того, как Хулагу отказался отдать джучидам Закавказье и Южный Азербайджан в качестве доли завоеваний, вражда между двоюродными братьями усилилась. В придачу к этому в начале 1260 в ставке Хулагу был казнён Балакан (правда, его судили с санкции Берке); внезапно скончались Тутар и Кули, у Берке были подозрения, что их отравили. Он приказал своим войскам возвращаться в Дешт-и-Кыпчак, а если не удастся — уходить в Египет.
Неясно, были ли к этому времени установлены прямые контакты между правителями Джучиева улуса и мамлюкского Египта. Первое письмо султана Бейбарса к Берке датируется разными источниками 659 или 660 годом хиджры (конец 1260/1261 или, соответственно, конец 1261/1262). Но известно, что джучидские отряды, начавшие прибывать в Египет в 660 г.х. нашли там самый тёплый приём. Ордынцы были размещены в домах, специально построенных для них в Каире, одарены одеждами, лошадьми и деньгами. Военачальников султан сделал эмирами своих войск, прочих включил в число бахритов. Бейбарс был чрезвычайно заинтересован в сильном союзнике, способном сковать войска Хулагу и не допустить очередного вторжения ильхана Ирана в Сирию. Естественно, что султан поспешил завязать дипломатические отношения с Берке, слава которого в исламских странах была велика. Возможно, большое влияние оказало и то, что джучиды опирались на кыпчаков при укреплении автономии своего улуса и главным образом из кыпчаков формировали свои войска, а ядро мамлюков составляли также кыпчаки, попавшие ранее в исламский мир в качестве рабов, — близость культурная и языковая или даже кровное родство мамлюков и ордынцев могли сыграть роль в установлении этого союза.
Первое египетское посольство в Джучиев улус отправилось из Каира в конце 1262 года. Возглавляли его эмир Сейф ад-Дин Кушар-бек и законовед Маджд ад-Дин Рудзравери. В своём письме к Берке султан призывал его к священной войне против Хулагу, описывал состояние своих войск. В Константинополе послы были с почётом приняты императором Михаилом VIII Палеологом. Они также встретили здесь два ордынских посольства. Одно из них направлялось в Каир, а другое, посетив греческого императора, возвращалось на родину. С ним последовали и послы Бейбарса. Переплыв Чёрное море, они высадились на Судакском берегу Крыма, а затем на почтовых лошадях достигли ставки Берке, где пробыли 26 дней. Письмо Бейбарса было переведено на тюркский язык и зачитано Берке, который был весьма доволен его содержанием. Он богато одарил послов, вручил им ответные грамоты и отправил с ними в обратный путь своих посланников — Арбугу, Уртимура и Унамаса.

### Кавказская кампания 1262—1263 гг. Поход на Константинополь 1265 года

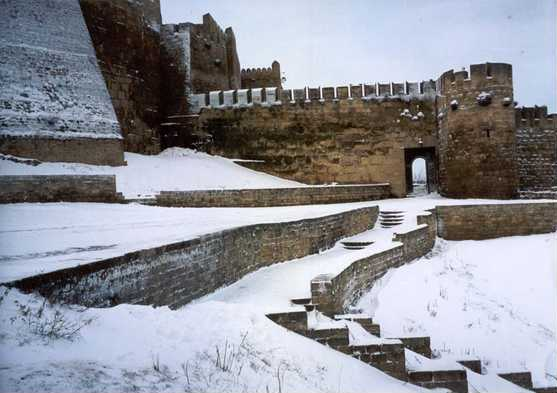
Дербентская крепость

Ко времени прибытия посольства Бейбарса в кыпчакские степи завершился первый этап войны на Кавказе между Берке и Хулагу. Подробное описание этих событий даёт Рашид ад-Дин. Когда в августе 1262 года через Дербент в Ширван вторглось 30-тысячное конное войско под командованием Ногая, из Аладага выступила хулагуидская армия. Её авангард под командованием Ширемун-нойона спустя два месяца столкнулся с Ногаем у Шемахи и потерпел поражение. Но 14 ноября, когда к месту боевых действий подтянулись силы Абатай-нойона, джучидская армия была разгромлена у Шаберана, а Ногай бежал. Утром 8 декабря всё хулагуидское войско подошло к Дербенту. Сражение длилось весь день, и ордынцы в итоге отступили, оставив крепость. Ширемун и Абатай, соединившись с Абагой, сыном Хулагу, перешли Терек и захватили лагерь и обозы войск Ногая.
В итоге Берке организовал контрнаступление, и 13 января 1263 года на берегу Терека состоялась битва. Хулагуидская армия потерпела поражение, причём множество воинов при отступлении провалилось сквозь тонкий лёд реки. Потери с обеих сторон были так велики, что Берке, согласно Ибн Василу, воскликнул: «Да посрамит Аллах Халавуна этого, погубившего монголов мечами монголов. Если бы мы действовали сообща, то мы покорили бы всю землю». Войско Берке, пройдя за Дербент, вскоре отступило обратно на север. В то же время, Хулагу, вернувшись в свою столицу Тебриз, занялся приготовлениями к продолжению войны. Среди прочего, он приказал казнить всех ордынских купцов-уртаков, занимавшихся в Тебризе торговыми операциями, а их имущество конфисковать. Берке ответил казнью персидских купцов, торговавших в его владениях.

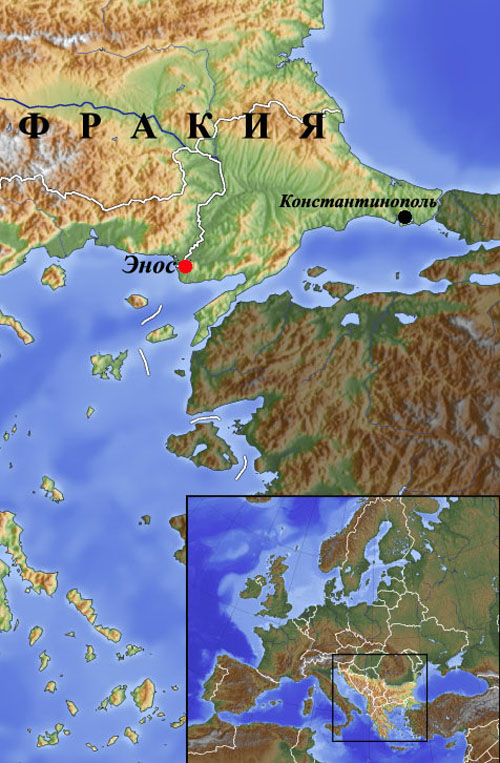
Местоположение городка Эноса, откуда был освобождён сельджукский султан Рума Изз ад-Дин Кей-Кавус II

В 1265 году состоялся совместный монгольско-болгарский поход на Византию. Ордынское войско насчитывало 20 тысяч человек, причём и Берке и Ногай находились в то время на Кавказе. Причиной участия болгарского царя Константина I Тиха в этом походе была месть императору Михаилу VIII Палеологу за ослепление малолетнего императора Иоанна IV Ласкариса, брата жены Константина. Берке же хотел наказать византийского императора за задержку в Константинополе египетского посольства (отправившегося из Каира 27 августа 1263 года), а, кроме того, освободить из заключения конийского султана Изз ад-Дина Кей-Кавуса II, о чём просил брат последнего Рукн ад-Дин Кылыч-Арслан IV. Союзные войска не стали атаковать Константинополь, а направились к городку Энос, находившемуся в устье Марицы, на берегу Эгейского моря, куда под предлогом встречи с императором незадолго до того перебрался Изз ад-Дин Кей-Кавус. Освободив султана и захватив в плен множество жителей Фракии, ордынцы вернулись в кыпчакские степи. Сразу после отхода ордынских войск из Фракии египетских послов освободили. Изз ад-Дин Кей-Кавус был милостиво принят Берке и прожил в Орде остаток жизни, получив во владение земли в Крыму.
Он женился на дочери хана Берке и получив в держание (икта) город Солхат, находился там до своей смерти в 1278—1279 годах.
Берке, как и Бату в своё время, вмешиваясь в дела сельджукских султанов Рума, показывал, что Малая Азия является сферой интересов Улуса Джучи.
Поход во Фракию был также карательной мерой Берке против Византии за союзнические отношения с государством Хулагуидов. Михаил Палеолог оправдывал задержку египетского посольства страхом перед нападением Хулагу. Византийский император действительно не хотел портить отношения с могущественным соседом, которому в начале 1265 г. отправил с посольством свою дочь Марию, предназначавшуюся Хулагу в жёны. Но посольство находилось ещё в пути, когда Хулагу умер (8 февраля). Мария стала женой Абаги, наследника Хулагу.

### Кавказская кампания 1265—1266 гг. Смерть Берке
В первое время Берке и Абага поддерживали мирные отношения. Ильхан даже позволил ордынцам построить в Тебризе мечеть с именем Берке и мастерские для выделки тканей. Однако вскоре мастерские были разрушены, а военные действия вспыхнули с новой силой. Неясно, что послужило поводом к возобновлению конфликта, но персидские источники сообщают, что войну инициировали Джучиды.
В июле 1265 г. войско во главе с Ногаем вновь вторглось в Южный Азербайджан через Дербентский проход. Навстречу выступил Юшумут, брат Абаги, и 19 июля того же года две армии сошлись в битве при Аксу. Темник Ногай потерял в битве глаз, его войско было разбито и отступило на север, в Ширван. Затем ильхан с основной армией переправился через Куру. Навстречу подходило войско Берке, и Абага возвратился на южный берег реки, разрушив переправы. Обе армии встали лагерем и через реку начали обстрел из луков. Так продолжалось 14 дней.
Берке двинулся к Тифлису, надеясь форсировать Куру там. Однако в пути он заболел и умер. Ордынская армия после смерти Берке не продолжила военных действий и отступила на север. Согласно персидским источникам, тело Берке было отвезено в Сарай-Бату и там похоронено. Его гробница, вероятно, может находиться на городище Лапас, на левом берегу Ахтубы, в сорока километрах севернее Сарая. Здесь выявлены развалины четырёх мавзолеев, в которых, предположительно погребены четыре правителя-мусульманина: Берке, Узбек, Джанибек и Бердибек.

## Личность. Семья
Арабский историк аль-Муфаддаль, описавший визит египетского посольства (1263) в ставку правителя Джучиева Улуса, оставил словесный портрет самого Берке:

Жидкая борода; большое лицо жёлтого цвета; волосы зачёсаны за оба уха; в ухе золотое кольцо с ценным камнем. На нём шёлковый халат; на голове колпак и золотой пояс с дорогими камнями на зелёной булгарской коже; на обеих ногах башмаки из красной шагреневой кожи. Он не был опоясан мечом, но на кушаке его чёрные рога витые, усыпанные золотом.
Благодаря тому же историку известно, что Берке страдал ломотой в ногах. Болезнь ног, согласно Рашид ад-Дину, была наследственным недугом племени унгират (кунгират). Ей страдали Беркеевы дядя и брат — Угэдэй и Бату, сыновья хонхирадок Уки и Бортэ.
В сочинении аль-Муфаддаля зафиксированы имена трёх жён Берке. Старшую звали Тагтагай-хатун, двух других — Джиджек-хатун и Кехар-хатун. Аль-Муфаддаль добавляет, что «сына у него нет». По сведениям аль-Айни, дочь Берке по имени Урбай-хатун была выдана за Кей-Кавуса II по прибытии его из византийского плена в Улус Джучи. В «Повести о Петре царевиче Ордынском» сообщается о том, что епископ ростовский Кирилл вылечил около 1253 года некоего ордынского царевича, который в разных вариантах называется то сыном Бату, то сыном Берке. По семейному преданию дворян Тутолминых, этот царевич, носивший имя Аслан, впоследствии тайно бежал от отца в Ростов, где принял крещение, став основателем их рода. По преданию дворян Чириковых, их род происходит от святого Петра, племянника царя Берке, житие которого описано в четьи-минеи под 30 июня.
В литературе (например, у В. В. Бартольда в «Двенадцати лекциях по истории турецких народов Средней Азии», а также у С. Лэн-Пуля и А. Н. Поляка) существует мнение, что дочь Берке была женой мамлюкского султана Египта Бейбарса и матерью его первого сына Саида Берке-хана, и именно в честь джучида сын Бейбарса получил своё имя. Однако арабские источники (Ибн Тагриберди, Ибн Ийас) указывают, что женой Бейбарса стала дочь Хусам ад-Дина Берке-хана ибн Даулет-хана аль-Хорезми, одного из вождей хорезмийцев, приглашённых в Египет айюбидским султаном ас-Салихом Айюбом. Возможно, у Бейбарса I были и другие жёны — но они не указаны в арабских источниках. Однако Ибн Шаддад добавляет, что первый сын Бейбарса родился в сафаре 658 г. х. / начале 1260 г. н. э., то есть, если эти данные верны, то Саид Берке-хан родился до того, как Бейбарс стал султаном и были установлены дипломатические отношения с джучидом Берке.

## Наследники
После смерти Берке правителем улуса на курултае был избран Менгу-Тимур, сын Тукана, внук Бату. После своего избрания Менгу-Тимур начинает издавать ярлыки и чеканить монету от своего имени, а не от имени великого хана. С этого времени на монетах выбивается новый титул правителя Джучиева Улуса — «правосудный великий хан».

## Образ в искусстве

### В литературе
- Берке — один из центральных персонажей исторического романа Ильяса Есенберлина «Шестиглавый Айдахар» (1971), входящего в трилогию «Золотая Орда».
- Взаимоотношения русских княжеств с Ордой времён Берке описываются в историческом романе Алексея Югова «Александр Невский», входящем в дилогию «Ратоборцы» (1983).
- Борьба за власть между Берке и Сартаком является одним из узловых моментов прошлого Ордуси, страны, описанной в «Евразийской симфонии», цикле альтернативно-исторических произведений Хольма ван Зайчика. Сартак побеждает Берке и договаривается с Александром Невским о равноправном объединении Орды и Руси в единую Ордусь.[51]

### В кино
- «Житие Александра Невского» (1991) — в фильме СССР роль Берке играет Есболган Отеулинов.
- «Возрождение: Эртугрул» (2014—2019)
- «Золотая Орда» (2018) — на Первом канале был показан телесериал, где хана Берке сыграл актёр Рамиль Сабитов.